# Vaux-sur-Seine
Vaux-sur-Seine is een gemeente in Frankrijk. Het ligt aan de noordoever, aan de rechter oever van de Seine, op 30 km ten noordwesten van het centrum van Parijs. Het parc naturel régional du Vexin français beslaat een groot deel van het grondgebied van Vaux-sur-Seine.
Er ligt station Vaux-sur-Seine.

## Kaart
De onderstaande kaart toont de ligging van Vaux-sur-Seine met de belangrijkste infrastructuur en aangrenzende gemeenten.

## Demografie
De gemeente telde 5010 inwoners in 2019, dat komt overeen met 520,1 inwoners per km².
Onderstaande figuur toont het verloop van het inwonertal, bron: INSEE-tellingen. 